# De Sylvia Millecam Show
De Sylvia Millecam Show was een komedieserie op RTL 4. Het is een bewerking van The Mary Tyler Moore Show. Er zijn twee seizoenen gemaakt, deze waren te zien in 1994 en 1995.

## Verhaal
In deze komedie draaide het om Sylvia de Jong. Nadat haar lange relatie met een getrouwde man stuk loopt, verhuist Sylvia van Zeeland naar het stadse Utrecht. Eenmaal daar vindt ze een huis via Nanette van Schie en een baan bij TVU (lokale televisiestation TV-Utrecht). De televisiezender die veel te doen heeft rond om het 6 uur journaal, waarbij de presentatie voor Fred Cordoba is. Tv-baas Leo Bouwman is altijd streng maar rechtvaardig, en draagt een warm hart voor Sylvia. Samen met Rudy de Beer werkt ze samen aan de nieuwsberichten voor Fred Cordoba. Bij Roos Steenmeijer vindt Sylvia een goede vriendin.

## Rolverdeling

### Hoofdrollen
- Sylvia de Jong - Sylvia Millecam
- Roos Steenmeijer - Rieneke van Nunen
- Nanette van Schie - Trudy de Jong
- Leo Bouman - Joop Doderer
- Rudy de Beer - Filip Bolluyt
- Fred Cordoba - Alfred van den Heuvel

### Gastrollen
- Harry van Rijthoven
- Rosa Risselada
- Lammert Huizinga
- Elsje Scherjon
- Eric van Sauers
- Mirjam de Rooij
- Marcel Hensema
- Roef Ragas
- Jan van Eijndthoven
- Luc Theeboon
- Tim Meeuws

- Rene van Zinnicq Bergmann
- Rene van Asten
- Celia van den Boogert
- Erik Arens
- Eric Corton
- Gerda van der Pol
- Dieter Jansen
- Ruurt de Maesschalck
- André Breedland
- Vefa Ocal

## Afleveringen
| Aflevering | Titel                                       | Uitgezonden op |
| ---------- | ------------------------------------------- | -------------- |
| 1          | Nieuwe buren                                | 7 maart 1994   |
| 2          | U bent mijn moeder                          | 14 maart 1994  |
| 3          | Gezocht Asst./Vr.                           | 21 maart 1994  |
| 4          | Het doek valt in Utrecht                    | 28 maart 1994  |
| 5          | Je mag 'm hebben                            | 4 april 1994   |
| 6          | Alle hens aan dek                           | 11 april 1994  |
| 7          | Mevrouw de Jong                             | 18 april 1994  |
| 8          | Schikken of voorkomen                       | 25 april 1994  |
| 9          | Het geluk is met de dommen                  | 2 mei 1994     |
| 10         | Volgende keer beter                         | 9 mei 1994     |
| 11         | SOS Nieuwslezer                             | 16 mei 1994    |
| 12         | Toulouse Lautrec is mijn favoriete schilder | 23 mei 1994    |
| 13         | Afscheid nemen is opnieuw beginnen          | 30 mei 1994    |

| Aflevering | Titel                                     | Uitgezonden op |
| ---------- | ----------------------------------------- | -------------- |
| 1          | Een grote familie                         | 1995           |
| 2          | Het Nieuws van Zes uur met Hans de Koning | 1995           |
| 3          | Een zoen voor de meester                  | 1995           |
| 4          | Kennismaking met Kees van der Kooi        | 1995           |
| 5          | Model van een broer                       | 1995           |
| 6          | De beer is los                            | 1995           |
| 7          | Lege bovenkamer te huur                   | 1995           |
| 8          | Een Dag om nooit te vergeten              | 1995           |
| 9          | Met de billen bloot                       | 1995           |
| 10         | De Kneus                                  | 1995           |
| 11         | Fred op het eerste gezicht                | 1995           |
| 12         | Een goede buuf                            | 1995           |
| 13         | Goed nieuws is geen nieuws                | 1995           |